# 城际250型电力动车组
是英国铁路于20世纪80年代后期曾研制的一型高速电力客运动车组。改型号动车组由1台英国铁路93型电力机车+9节英国铁路5型客车中间车+1节英国铁路5型客车DVT组成。这一研制计划最终于1992年7月取消。

## 型号含义
InterCity 250的InterCity表示用于城际列车，250表示最高运营速度为250千米/小时。此外，在包括英国在内的欧洲，“城际列车”通常指线路横跨至少两座城市行政区域且速度较快、停站较少的旅客列车。

## 研发背景
1985年，英国的东海岸主线全线完成电气化改造。这一项目用5年时间将伦敦国王十字车站至爱丁堡威瓦利站的铁路升级为采用架空电缆的电气化铁路。与此同时，列车也进行了更新换代——上新了设计速度为225千米/小时（140英里/小时）的InterCity 225。城际225型电力动车组为动力集中式电力动车组，定位为既有线提速高速列车，由动力车英国铁路91型电力机车和无动力拖车英国铁路4型客车组成。
东海岸主线在升级改造的同时，同属英国铁路的西海岸主线也在1959年至1974年这15年间进行了电气化改造。然而，当时与东海岸主线较大的曲线半径可运行高速列车（英国的定义是最高运行速度大于125英里/小时或200千米/小时的列车）不同的是，西海岸主线则因曲线半径较小的弯道较多，当时西海岸主线最高限速依不同路段仅为100英里/小时至110英里/小时（160千米/小时至175千米/小时）。为达到和东海岸主线相同的列车运行速度，西海岸主线需进行轨道升级、信号升级、加装架空电缆和列车升级换代。
1981年开始在西海岸主线提供客运服务的摆式列车——英国铁路370型电力动车组（又名英国铁路先进客运列车原型车），即是为在西海岸主线运行既有线提速高速列车而研制。然而，因当时摆式列车技术不成熟，使得英国铁路370型电力动车组没运营多久便于1984年至1986年间陆续退役，其载客运营阶段一直是试运行阶段。不过，英国铁路370型电力动车组本身虽不成功，但其研制和运用也为后来的英国铁路91型电力机车打下了良好的基础，同时为“城际250型电力动车组”立项埋下了伏笔。

## 研制

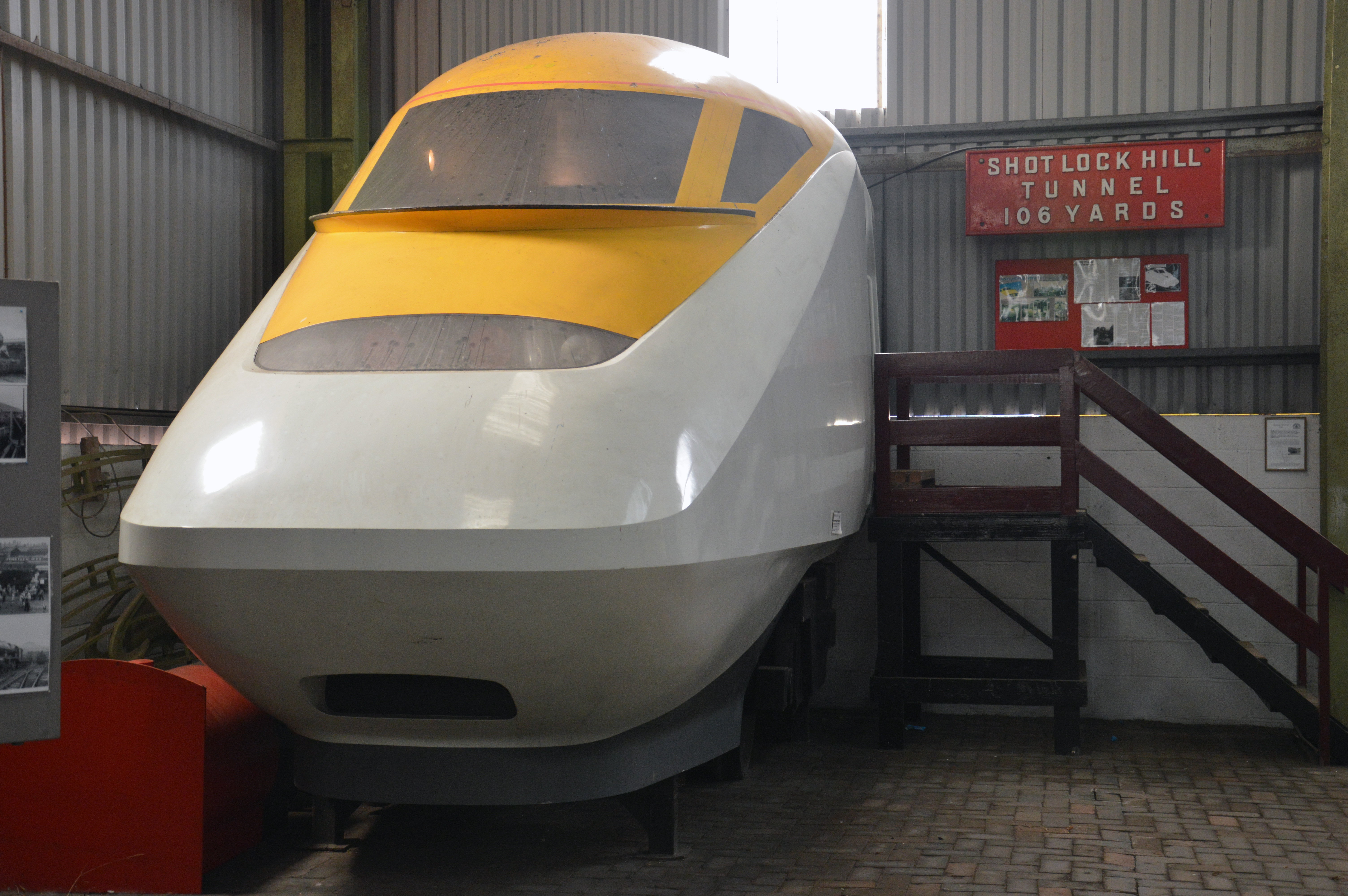
英国铁路93型电力机车1:1比例驾驶室模型

1990年11月，经过几年的内部对商业价值和技术可行性的评估，英国铁路公布了“城际250型电力动车组”研制项目。其中提到了西海岸主线需要新型列车并须改善基础设施，西海岸主线提速至250千米/小时将带来更高的经济效益。然而，此时的西海岸主线无法承载最高运营速度达到250千米/小时的列车，需在很多地方进行升级改造才能提速至250千米/小时，其中包括：
- 铁路改线（包括西海岸主线南段截弯取直——如伯克姆斯特德、沃尔弗顿（英语：Wolverton）和Weedon，使用原大西部铁路伦敦至拉格比区间路基（该计划后取消），并且调整原属伦敦和西北铁路（英语：London and North Western Railway）的经沃尔弗顿站（英语：Wolverton railway station）靠近沃尔弗顿铁路工厂（英语：Wolverton railway works）上下行快速线线位）。
- 将铁轨转弯处倾斜角度由6°增至8°，内外轨高度差由150毫米增至200毫米（根据英国20世纪80年代在米德兰主线进行的乘客座位舒适度研究的结果）。
- 提升轨道质量并考虑在英国铁路5型客车上安装主动悬挂设备，以减少列车超过125英里/小时（或200千米/小时）速度下垂直方向的P2力，进而提升乘客舒适性、减轻轨道磨损。
- 升级西海岸主线伦敦尤斯顿车站至克魯站区间的信号系统，其中包括加装英国铁路自主研制的列车自动保护系统，以令列车最高运营速度可以超过125英里/小时（或200千米/小时）。
- 升级或加装隧道通风井，以减轻提速后列车通过时的活塞效应，进而避免因活塞效应导致列车无法提速。
- 引入30列新型最高运营速度可达155英里/小时（250千米/小时）的列车且非摆式列车（一说最高运营速度为160英里/小时（255千米/小时）。[3]

“城际250型电力动车组”动力车英国铁路93型电力机车的概念模型由英国设计公司西摩鲍威尔（英文原名：Seymourpowell）做出，参与竞标的铁路车辆制造商包括英國通用電氣公司-阿尔斯通、庞巴迪运输、Prorail、ABB、英国铁路工程公司。
计划1995年时的初期最高运营速度为125英里/小时（约201千米/小时），并计划20世纪90年代末車載號誌升级后提速至250千米小时。 东海岸主线高速测试区间为斯托克隧道（Stoke Tunnel）至新英格兰北区间，该区间曾用于城际225型电力动车组试跑，并适合“城际250型电力动车组”测试。 1993年时还有人建议未来将“城际250型电力动车组”用于大西部主线和东海岸主线以替换旧式列车。
该项目总投资为7.5亿英镑，每列“城际250型电力动车组”价格为1000万英镑（1992年价格）。

## 停用
因受20世纪90年代经济衰退的影响，英国铁路预算紧缩，列车订单随之缩水，许多项目也因而延期或下马。加之英国铁路私有化，使得“城际250型电力动车组”研制项目于1992年7月停用。
停用不久后的1993年计划再购入10列InterCity 225用于西海岸主线的计划也没有实施，因为有关方面认为使用城际225型电力动车组经济效益不佳且其供应商英國通用電氣公司存在较大的经济风险。 既有英国铁路86型电力机车、英国铁路87型电力机车、英国铁路90型电力机车和英国铁路2型客车、英国铁路3型客车也被组合起来用于普速列车，并使用“城际175（英文：InterCity 175）”品牌。英国铁路的招标也不易找到可靠的供应商，因为当时英国本国两大轨道交通车辆生产企业英國鐵路工程公司和都城嘉慕的主要精力在于生产英国铁路365型电力动车组、英国铁路465型电力动车组、英国铁路466型电力动车组。
尽管“城际250型电力动车组”最终下马，但西海岸主线仍有最高运营速度可达250千米/小时的高速列车需求。随着1994年的英国铁路私有化，新成立的铁路设施公司英國鐵道公司投入了20亿英镑对西海岸主线进行了既有线提速高速化改造，改造项目包括轨道和信号。此次对西海岸主线提速改造将使列车最高运行速度由110英里/小时（175千米/小时）提升至视不同路段125英里/小时（200千米/小时）或140英里/小时（225千米/小时），这次铁路提速标准即是参考了“城际250型电力动车组”。 第一阶段的提速工程在伦敦尤斯顿车站至曼徹斯特皮卡迪利站区间进行，2004年竣工。不过部分区间的提速工程直至2008年12月才竣工，包括：拉格比站、米爾頓凱恩斯中央車站、特倫特河以及最后一段即通往格拉斯哥中央車站的路段。
“城际250型电力动车组”动力车英国铁路93型电力机车1:1比例驾驶室模型曾于1992年在比利时布鲁塞尔召开的欧洲铁路速度（Eurailspeed）会议上展出。
维珍铁路曾订购53列英國鐵路390型電力動車組用于在西海岸主线提供高速列车服务。英國鐵路390型電力動車組的运用理念继承了之前的英国铁路370型电力动车组通过摆式列车技术在西海岸主线提供既有线提速高速列车服务。 西海岸主线非摆式列车限速为125英里/小时（201千米/小时），而使用摆式列车技术的英國鐵路390型電力動車組可在西海岸主线达到140英里/小时（225千米/小时）的最高运营速度。

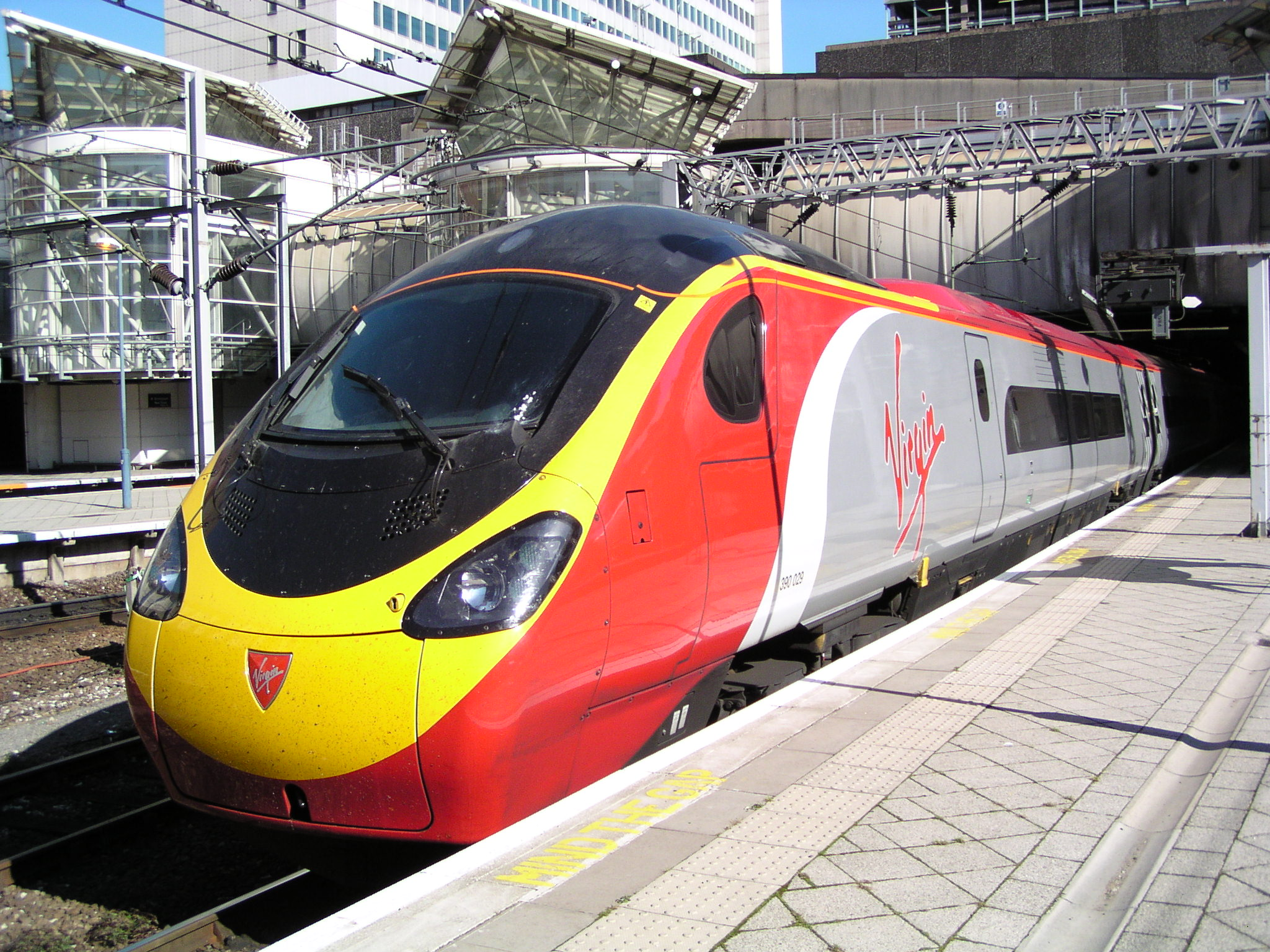
维珍铁路用于在西海岸主线提供高速列车服务的英國鐵路390型電力動車組，2005年3月10日拍摄于伯明翰新街站。